# Microviridae
Microviridae es una familia de virus que infectan bacterias (bacteriófagos). Poseen un genoma de ADN monocatenario, por lo que se incluyen en el Grupo II de la Clasificación de Baltimore. La cápside está estructuralmente definida por una simetría icosaédrica regular y carecen de cola y de envoltura viral.

## Taxonomía
- Bullavirinae
  - Alphatrevirus
  - Gequatrovirus
  - Sinsheimervirus
- Gokushovirinae
  - Bdellomicrovirus
  - Chlamydiamicrovirus
  - Enterogokushovirus
  - Spiromicrovirus

También se propusieron dos subfamilias adicionales Alpavirinae y Pichovirinae según estudios de metagenómica y elementos virales endógenos.

## Descripción
Los viriones no tienen envoltura, son redondos con simetría icosaédrica (T = 1). Tienen un diámetro de entre 25 y 27 nanómetros y carecen de colas. Cada virión tiene 60 copias de cada una de las proteínas F, G y J y 12 copias de la proteína H. Tienen 12 pentámeros pentagonales en forma de trompeta (~ 7,1 nm de ancho × 3,8 nm de alto), cada uno de los cuales está compuesto por 5 copias de la proteína G y una de la proteína H. 

### Genoma
Los tamaños del genoma oscilan entre 4,5 y 6 kb y son de ADN monocatenario circular. Codifican 11 genes (en orden: A, A *, B, C, K, D, E, J, F, G y H), nueve de los cuales son esenciales. Los genes no esenciales son E y K. Varios de los genes tienen marcos de lectura superpuestos. La proteína A * está codificada dentro de la proteína A. Carece de ~ 1/3 de los aminoácidos del terminal N de la proteína A y está codificada en el mismo marco que la proteína A. Se traduce desde un sitio de inicio interno dentro del ARN mensajero. El gen E está codificado con el gen D con un desplazamiento de marco de +1. El gen K se superpone a los genes A, B y C. El origen de la replicación se encuentra dentro de una secuencia de 30 bases. Se requiere la secuencia completa de 30 bases para la replicación.

### Proteoma
La proteína de la cápside principal (F) tiene 426 aminoácidos, la proteína de pico principal (G) tiene 175 aminoácidos, la proteína de unión al ADN pequeña (J) tiene de 25 a 40 aminoácidos y la proteína piloto de ADN (H) tiene 328 aminoácidos. El motivo de plegamiento principal de la proteína F es el barril beta antiparalelo de ocho hebras común a muchas proteínas de la cápside viral. La proteína G es un barril beta apretado con sus hebras que se extienden radialmente hacia afuera. Las proteínas G se encuentran en grupos de cinco formando 12 picos que encierran un canal hidrofílico. La proteína J altamente básica carece de estructura secundaria y está situada en una hendidura interior de la proteína F. No tiene residuos de aminoácidos ácidos en la proteína y los doce residuos básicos se concentran en dos grupos en el extremo N separados por una región rica en prolina.
El ensamblaje del virión utiliza dos proteínas de andamiaje, la proteína de andamiaje interno B y la proteína de andamiaje externo D. La función de la proteína B parece ser reducir la cantidad de proteína D que necesita el virión para el ensamblaje. La proteína H es una proteína estructural multifuncional necesaria para pilotar el ADN viral en el interior de la célula huésped durante el proceso de entrada. La proteína E es una proteína de membrana de 91 aminoácidos que causa la lisis de la célula huésped al inhibir la translocasa MraY del huésped. Esta actividad inhibidora se encuentra dentro de los 29 aminoácidos N terminales. La proteína A es una endonucleasa monocatenaria y es responsable del inicio de la replicación del ADN viral. Cataliza la escisión y ligación de un enlace fosfodiéster entre un par de residuos de nucleótidos G y A en el origen phi X. Puede que no sea esencial para la viabilidad de los fagos, pero los tamaños de ráfaga se reducen en un 50% cuando se muta. La proteína A * inhibe la replicación del ADN del huésped. A diferencia de la proteína A, es capaz de escindir el ADN viral phi X en presencia de la proteína de unión monocatenaria del huésped. La proteína A *, como la proteína A, puede no ser necesaria para la viabilidad de los fagos. La proteína C aumenta la fidelidad de las reacciones de terminación y reinicio y es necesaria para el empaquetado del ADN viral en la capa de proteína. La proteína K tiene 56 aminoácidos y se encuentra en la membrana de la célula huésped. Parece ser capaz de aumentar el tamaño de la ráfaga del virus.

### Replicación
Los virus de esta familia replican sus genomas a través del mecanismo de replicación en círculo rodante y codifican proteínas de iniciación de RCR dedicadas.
Aunque la mayoría de las especies de esta familia tienen ciclos de replicación líticos, algunas pueden tener ciclos de replicación templados.
Hay una serie de pasos en el ciclo de replicación.
1. Adsorción al huésped a través de receptores específicos
2. Movimiento del ADN viral hacia la célula huésped
3. Conversión de la forma monocatenaria en una intermedia bicatenaria
Esto se conoce como la forma replicativa I.
4. Transcripción de genes tempranos
5. Replicación del genoma viral
La proteína viral A escinde la hebra de ADN de la forma I replicativa en el origen de la replicación y se une covalentemente al ADN, generando la molécula de la forma II replicativa. La replicación del genoma ahora comienza a través del mecanismo en círculo rodante. La ADN polimerasa del huésped convierte el ADN monocatenario en ADN bicatenario.
6. Los genes tardíos ahora son transcritos por la ARN polimerasa del huésped.
7. Síntesis de los nuevos virones
La proteína C viral se une al complejo de replicación, induciendo el empaquetamiento de nuevo ADN viral de cadena positiva en procápsidas. El complejo de preiniciación consiste en la proteína Rep y las proteínas A y C virales. Estos se asocian con la procapside formando un complejo 50S.
8. Maduración de los virones en el citoplasma del hospedador.
9. Liberación del anfitrión
La lisis celular está mediada por la proteína E codificada por phiX174, que inhibe la síntesis de peptidoglicano que conduce a un eventual estallido de la célula infectada.